# Fásodó aloé
A fásodó aloé (Aloe arborescens) az egyszikűek (Liliopsida) osztályának spárgavirágúak (Asparagales) rendjébe, ezen belül a fűfafélék (Asphodelaceae) családjába tartozó faj.

## Előfordulása
A fásodó aloé eredeti előfordulási területe Dél- és Délkelet-Afrikában van. A következő országokban őshonos: Dél-afrikai Köztársaság, Botswana, Malawi, Mozambik, Szváziföld és Zimbabwe.
Közkedvelt dísznövényként az ember világszerte tartja és termeszti. Egyes új területein vadonnövő állományokat hozott létre; ilyen helyek: Algéria, Ausztrália, Baleár-szigetek, Karolina-szigetek, Franciaország, Kanári-szigetek, Koreai-félsziget, Madeira-szigetek, Marshall-szigetek, Mexikó, Marokkó, Portugália, Spanyolország és Tunézia.

## Alfajai
- Aloe arborescens subsp. arborescens Mill.
- Aloe arborescens subsp. mzimnyati van Jaarsv. & A.E.van Wyk

## Képek

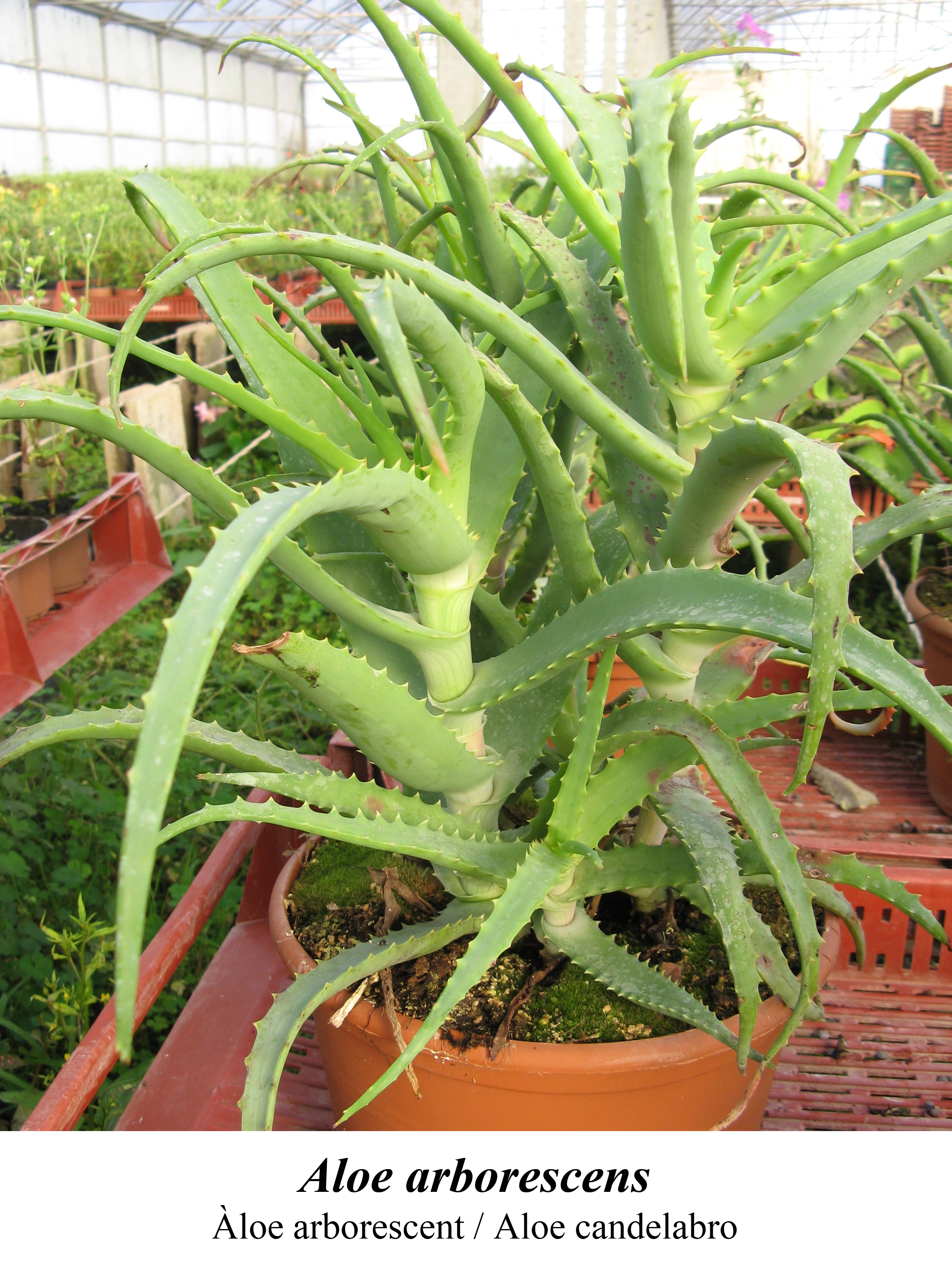
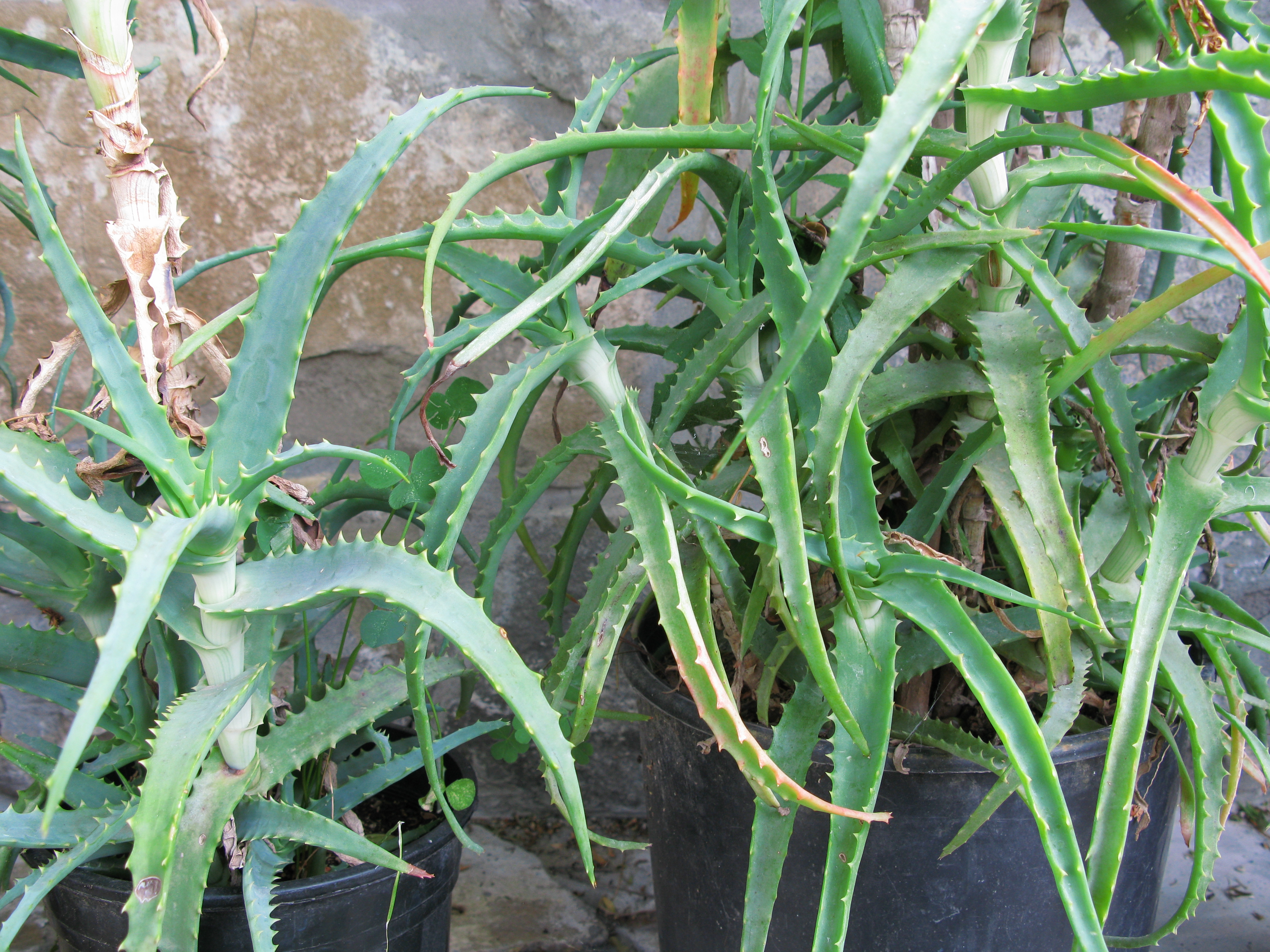
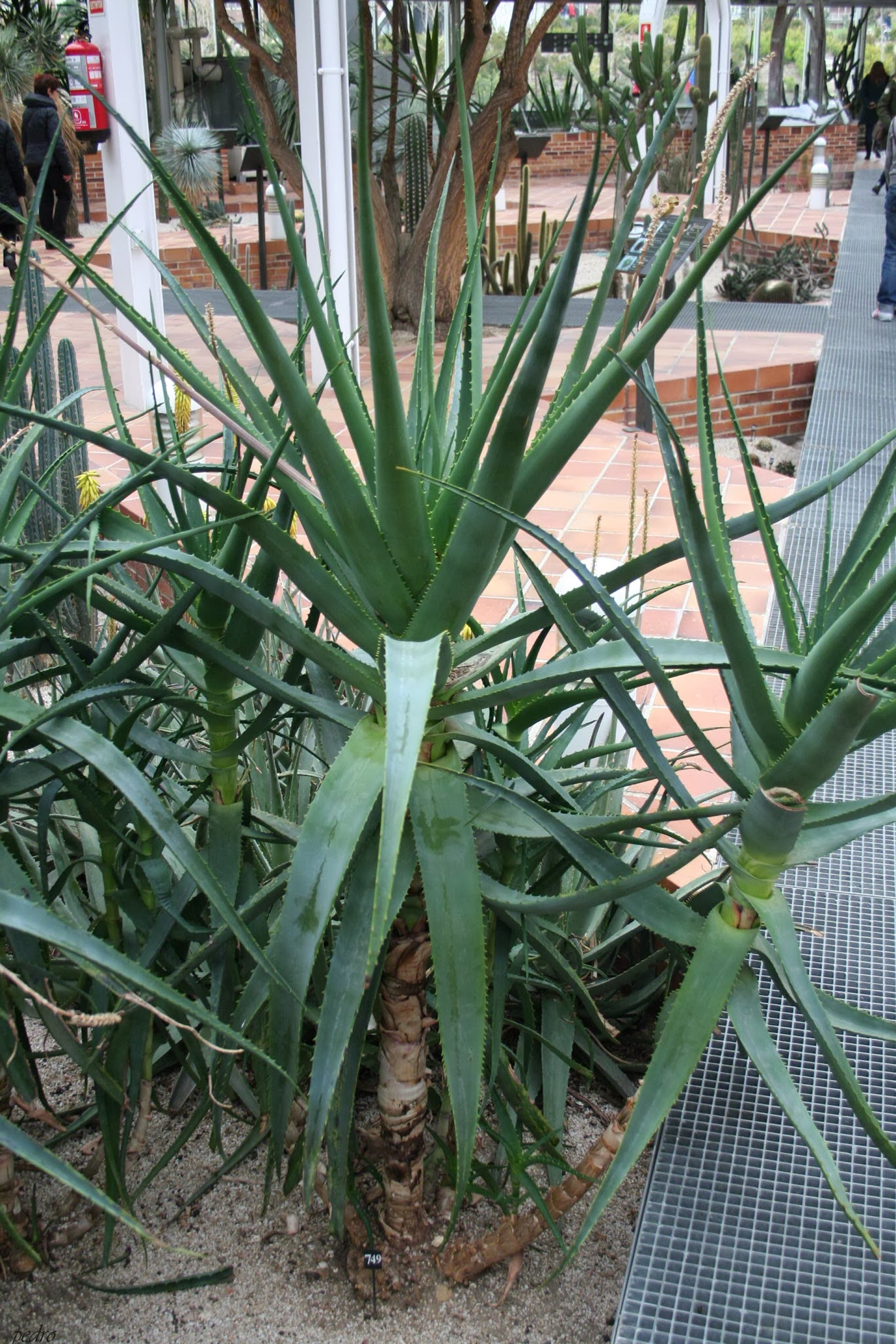
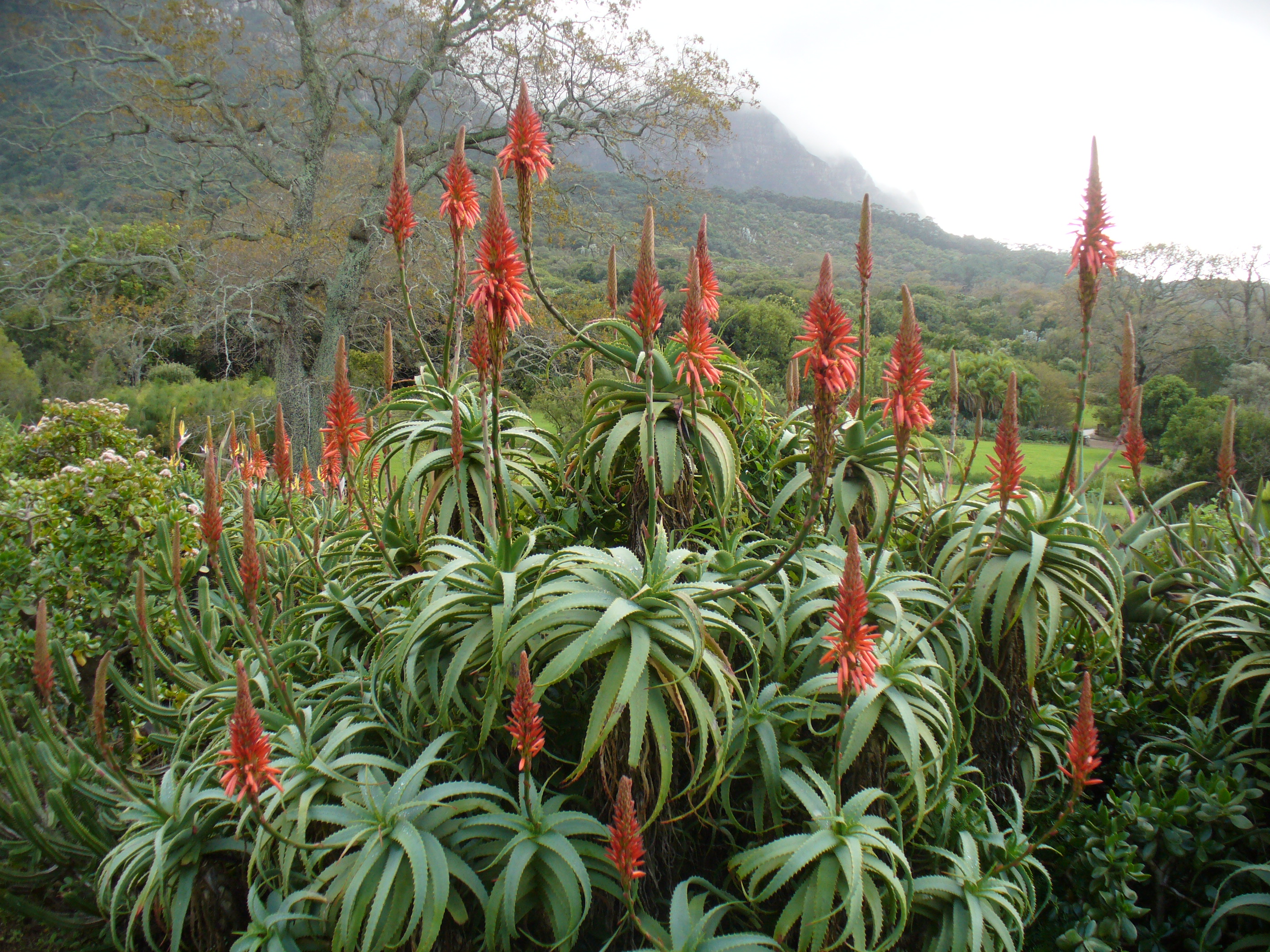
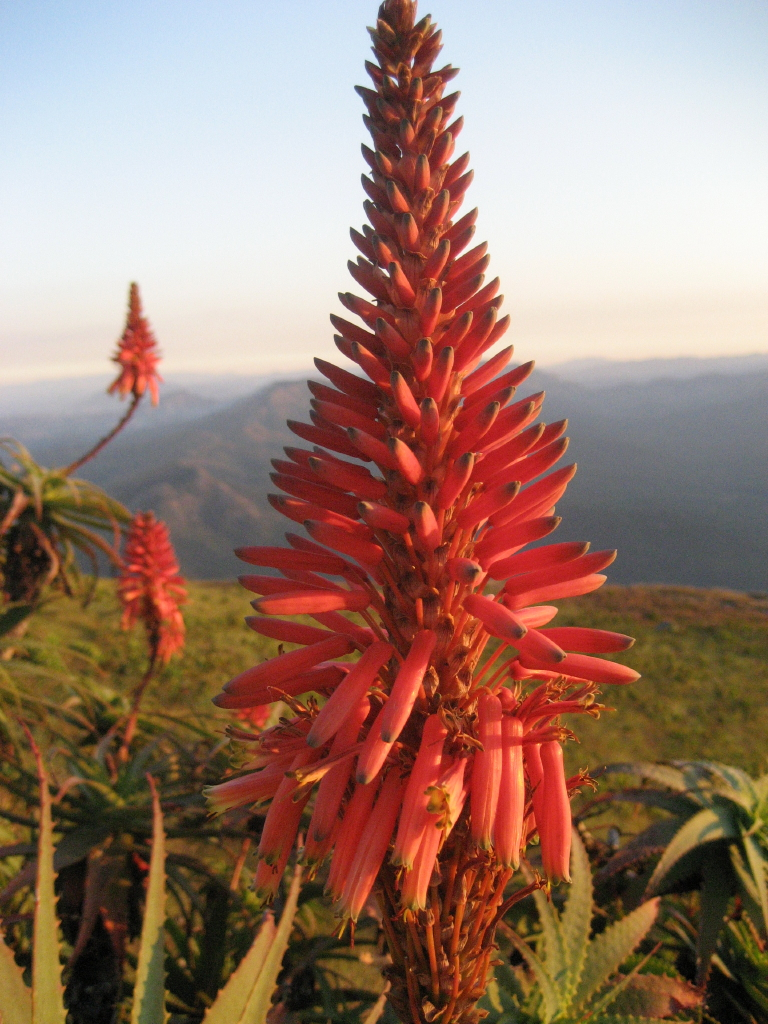

## Megjelenése
Évelő és pozsgás növény, amely elérheti a 3-5 méteres magasságot. Szárának átmérője 30 centiméter is lehet, a szár alul is, de felül is elágazhat; felül az ágazások sűrűbbek. A száron és az ágakon gyakran megmaradnak az elszáradt levelek. A tőlevélrózsaszerűen növő levelei az ágak végein lesznek. A felnőtt szürkészöld levelek 60 centiméter hosszúra és 5-7 centiméter szélesre nőhetnek meg. Az elvékonyodó végű, lándzsás levelek szélein 10-15 milliméteres távolságok között 3-5 milliméteres „fogak”-dudorok ülnek. Egy-egy levélcsomóból 1-4, 60 centiméteres virágzat nő ki. A virágzatot alkotó virágok 35-40 milliméter hosszúak és 7 milliméter átmérőjűek; a színűk élénk narancssárgás-vörös, de a szájuknál sárgás-zöldes sáv látható. A termés sárgásbarna tok, amely 17-18 milliméter hosszú és 7 milliméter széles. Az apró fekete magjainak vékony fehér „szárnyai” vannak.